# چاه زهید
چاه زهید، روستایی در دهستان قلعه‌گنج بخش مرکزی شهرستان قلعه‌گنج در استان کرمان ایران است.
فاصله این روستا تا شهر قلعه‌گنج برابر با ۳۰ کیلومتر است.

## جمعیت
بر پایه سرشماری عمومی نفوس و مسکن در سال ۱۳۹۵، جمعیت این روستا برابر با ۳۰۲ نفر (۸۲ خانوار) بوده‌است.